# The Great American Bar Scene
The Great American Bar Scene — пятый студийный альбом американского кантри-певца Зака Брайана, вышедший 4 июля 2024 года на лейблах Belting Bronco и Warner Records. Продюсером был сам певец. В записи участвовали Брюс Спрингстин, Джон Майер и другие.

## Об альбоме
1 апреля 2024 года сайт Whiskey Riff в качестве первоапрельской шутки объявил о выходе альбома в июне с участием Майера, Спрингстина и Avett Brothers. Брайан официально анонсировал альбом в следующем месяце, с участием Майера и Спрингстина.

## Отзывы
| Совокупная оценка | Совокупная оценка |
| Источник          | Оценка            |
| ----------------- | ----------------- |
| Metacritic        | 73/100            |
| Оценки критиков   |                   |
| Источник          | Оценка            |
| AllMusic          | [ 4 ]             |
| Paste             | 6.9/10            |
| Pitchfork         | 7.0/10            |
| Rolling Stone     | [ 7 ]             |
| Sputnikmusic      | 3.5/5             |

На агрегаторе рецензий Metacritic на основе четырёх отзывов критиков The Great American Bar Scene получил 77 баллов из 100 на основе шести отзывов критиков, что свидетельствует о «в целом благоприятном» приёме.
Мелинда Ньюман из Billboard считает, что «альбом не так перегружен, как American Heartbreak, но его все же можно было бы подправить, учитывая относительную однотипность звучания треков», хотя песни «продолжают вызывать эмоциональный подъём благодаря его экономичным, но кинематографичным, пронзительным текстам». Крис Уиллман из Variety написал, что The Great American Bar Scene «на самом деле кажется гораздо менее суровым, чем прошлогодняя пластинка с собственным названием», и «нельзя не заметить, как сильно дух Спрингстина витает над альбомом, как и над большей частью короткой и стремительной карьеры Брайана до сих пор». Бреннен Келли из Country Chord написал: «Эта пластинка не о титульной сцене великого американского бара, а о всех историях, которыми обмениваются, воспоминаниях и людях, встреченных там», отметив, что Брайан создал рассказы, которые могли бы быть подняты в тихих разговорах в баре.
Рецензируя альбом для Paste, Том Уильямс написал, что «он ощущается как повторение прошлогодней самопальной пластинки Брайана — настолько, что вы не удивитесь, если хитмейкер из Оклахомы объявит, что все эти песни — бисайды с сессий Зака Брайана». В рецензии сотрудников Sputnikmusic также говорится, что альбом «укладывается в нечто вроде знакомого грува. Он пытается добавить в него черты Джона Майера и Брюса Спрингстина, но результат в конечном итоге один и тот же: больше медленных и среднетемповых кантри-крунеров с разным эмоциональным резонансом». Стивен Томас Эрлевайн из Allmusic заявил, что песни альбома «поэтичны, наполнены пурпурными образами и простецкими рифмами», и похвалил сотрудничество с Брюсом Спрингстином и Джоном Майером. Эрлевайн написал, что треки «Sandpaper» и «Better Days» помогают «сфокусировать устремления Брайана: там, где остальная часть альбома кажется зацикленной на собственной голове, эти мелодии имеют движение вперед, благодаря которому остальная часть The Great American Bar Scene кажется относительно лишенной музыкального воображения».

## Коммерческий успех
The Great American Bar Scene достиг 1-го места в кантри-чарте Австралии и второго в американском хит-параде Billboard 200 (где дебютировал на 17-м месте за неделю до этого). Альбомы в стиле кантри составили половину Топ-10 Billboard 200, возглавляемую Заком Брайаном.
Это всего лишь шестой случай в современной эре, когда кантри-музыка занимает не менее половины еженедельного топ-10 (ранее это было в 2023, 2013, 2010, 2007 и 1993 годах современной эры подсчёта с 1991 года). Альбом также дебютировал на 17-м месте в чарте Канады и затем достиг позиции № 1.
Альбом возглавил фолк-чарт и стал 8-м диском Брайана в Топ-10 Americana/Folk Albums (запущенного в 2009 году). Здесь лидируют Боб Дилан с 30 альбомами в Топ-10 и Нил Янг (25).
17 треков из альбома вошли в Hot-100 (кроме «Lucky Enough [Poem]» и «Bathwater»). Из 18 треков Брайана в Hot 100 пятнадцать — дебютные, что увеличивает его карьерный показатель до 42. Из них 19 попали в топ-40 и три — в топ-10, в том числе «Pink Skies» (была на 6-м месте в июне; сейчас на № 13. Ранее песня «I Remember Everything» (при участии Кейси Масгрейвс) была на первом месте (в сентябре 2023 года, а сейчас на № 22). Песня «Sandpaper» (занявшая позицию № 71) стала 27-м хитом Брюса Спрингстина в Ноt-100 и впервые после его «Working on a Dream» (была на № 95, февраль 2009 года). Спрингстин занял свое самое высокое место в чарте с тех пор, как трек «The Rising» достиг № 52 в 2002 году.

## Список композиций
Слова и музыка всех песен — Зак Брайан; «The Way Back» написан вместе с Джимом Валлансом и Брайаном Адамсом; «Memphis; the Blues» написан вместе с John Moreland..
| №                   | Название                                         | Длительность |
| ------------------- | ------------------------------------------------ | ------------ |
| 1.                  | «Lucky Enough (Poem)»                            | 2:42         |
| 2.                  | «Mechanical Bull»                                | 3:28         |
| 3.                  | «The Great American Bar Scene»                   | 3:36         |
| 4.                  | «28»                                             | 3:53         |
| 5.                  | «American Nights»                                | 3:38         |
| 6.                  | «Oak Island»                                     | 3:59         |
| 7.                  | «Purple Gas» (с Noeline Hofmann)                 | 3:00         |
| 8.                  | «Boons»                                          | 3:05         |
| 9.                  | «The Way Back»                                   | 3:05         |
| 10.                 | «Memphis; the Blues» (при участии John Moreland) | 3:09         |
| 11.                 | «Like Ida»                                       | 3:35         |
| 12.                 | «Bass Boat»                                      | 3:36         |
| 13.                 | «Better Days» (при участии Джона Майера)         | 3:32         |
| 14.                 | «Towers»                                         | 2:50         |
| 15.                 | «Sandpaper» (при участии Брюса Спрингстина)      | 3:36         |
| 16.                 | «Northern Thunder»                               | 3:30         |
| 17.                 | «Funny Man»                                      | 3:16         |
| 18.                 | «Pink Skies»                                     | 3:49         |
| 19.                 | «Bathwater»                                      | 1:40         |
| Общая длительность: | Общая длительность:                              | 62:59        |